# Nervul receptor
Nervul receptor este un tip de nerv excitabil care răspunde la orice stimul prin diferite variații gradate, în funcție de intensitatea și locația stimulului.

## Rol
Rolul nervului receptor este de a prelua informația de la stimuli și apoi de a o transforma energia stimulului în influx nervos în funcție de locație și intensitate.

## Clasificare
Nervii receptori sunt clasificați pe mai multe categorii, după cum urmează:
După localizare:
exteroceptori - situați la nivelul pielii aflându-se la periferia organismului și primind informații din mediul  extern.
propioceptori - localizați în mușchi, tendoane, articulații, periost (membrana    conjunctivă a oaselor), pericondru (inveliș conjunctiv al cartilagelor).
interoceptori - sunt localizați pe pereții organelor interne și primesc informații din interiorul organismului.
După natura agentului excitant:
mecanoreceptori - stimulați de atingere, presiune etc.
termoreceptori - stimulați de schimbările în temperatură.
chemoreceptori - stimulați de modificarea concentrației unei substanțe din organism (olfactivi și gustativi)
fotoreceptori - stimulați de orice interacțiune cu particulele de lumină numite fotoni, vizibile.
algoreceptori - stimulați de orice senzație care produce durere.
baroreceptori - stimulați de schimbările în presiune.
osmoreceptori - stimulați de schimbările în presiune osmotică.
După viteza de adaptare:
fazici - activitatea crește la aplicarea stimulului și scade la menținerea sa. 
tonici - activitatea rămâne constantă pe tot parcursul aplicării stimulului. 